# Рафаел Леао
Рафаел Леао (на португалски: Rafael Alexandre da Conceição Leão произнася се португ. произношение: [ʁɐfɐˈɛɫ ˈljɐ̃w̃]; роден на 10 юни 1999 г. в Алмада) е португалски футболист, играе като нападател и се състезава за Милан и националния отбор на Португалия.

## Успехи

### Спортинг Лисабон
- Купа на лигата (1): 2017/18

### Милан
- Серия А (1): 2021/22
- Суперкупа на Италия (1): 2024/25

### Португалия
- Европейски шампион до 17 г. (1): 2016
- Лига на нациите (1): 2024/25